# Catalina Robayo
Maria Catalina Robayo Vargas (Palmira, 12 maggio 1989) è una modella colombiana, incoronata Miss Colombia 2010.

## Biografia
Prima di partecipare a Miss Colombia 2010, Catalina Robayo aveva avuto la possibilità di rappresentare il dipartimento di Valle del Cauca a Miss Colombia 2009 in occasione del quale la Miss Valle 2009 originale, Diana Salgado, era stata costretta a rinunciare al titolo in quanto "il suo corpo superava i requisiti per partecipare al concorso."
L'anno seguente, la Robayo ha partecipato nuovamente in qualità di Miss Valle al concorso di bellezza, Miss Colombia 2010, tenuto a Cartagena, il 15 novembre 2010, dove ha ottenuto il titolo di Miss Elegance oltre che il titolo di Miss Colombia, che le ha permesso di rappresentare la nazione a Miss Universo 2011, che si è tenuto a São Paulo, il 2 settembre 2011.